# Febră Q
Febra Q este o boală infecțioasă, mai puțin frecventă, cauzată de către bacteria Coxiella burnetii, Bacteria are ca rezervor bovinele, caprinele și unele artropode și se transmite la om prin ingerarea laptelui contaminat sau pe cale respiratorie. Bacteria cauzatoare este o rickettsie, fiind un parazit patogen obligatoriu intracelular. Diagnosticul se face de obicei serologic.